# Російсько-турецька війна (1735—1739)
Росі́йсько-туре́цька війна́ 1735—1739 років (також Російсько-османська війна 1735—1739 років) — воєнний конфлікт, який був наслідком російсько-османських протиріч, які загострилися через російсько-польську війну 1733—1735 рр. та походи кримських татар. Вона стала продовженням боротьби Російської імперії за вихід до Чорного моря.

## Передумови
Російській імперії вдалося забезпечити сприятливу міжнародну обстановку шляхом укладення у 1732—1735 рр. договорів із Персією (яка у 1730—1736 вела війну з Османською імперією) та затвердження на троні Речі Посполитої у 1735 р. Августа III замість французького ставленика Станіслава Лещинського, якого підтримувала пов'язана з Королівством Франція Османська імперія. Спільницею Російської імперії з 1726 р. була Австрійська монархія.
Приводом до початку війни послужили походи кримських татар наприкінці 1735 р. на Україну і похід кримського хана на Кавказ.

## Події

### 1736 рік

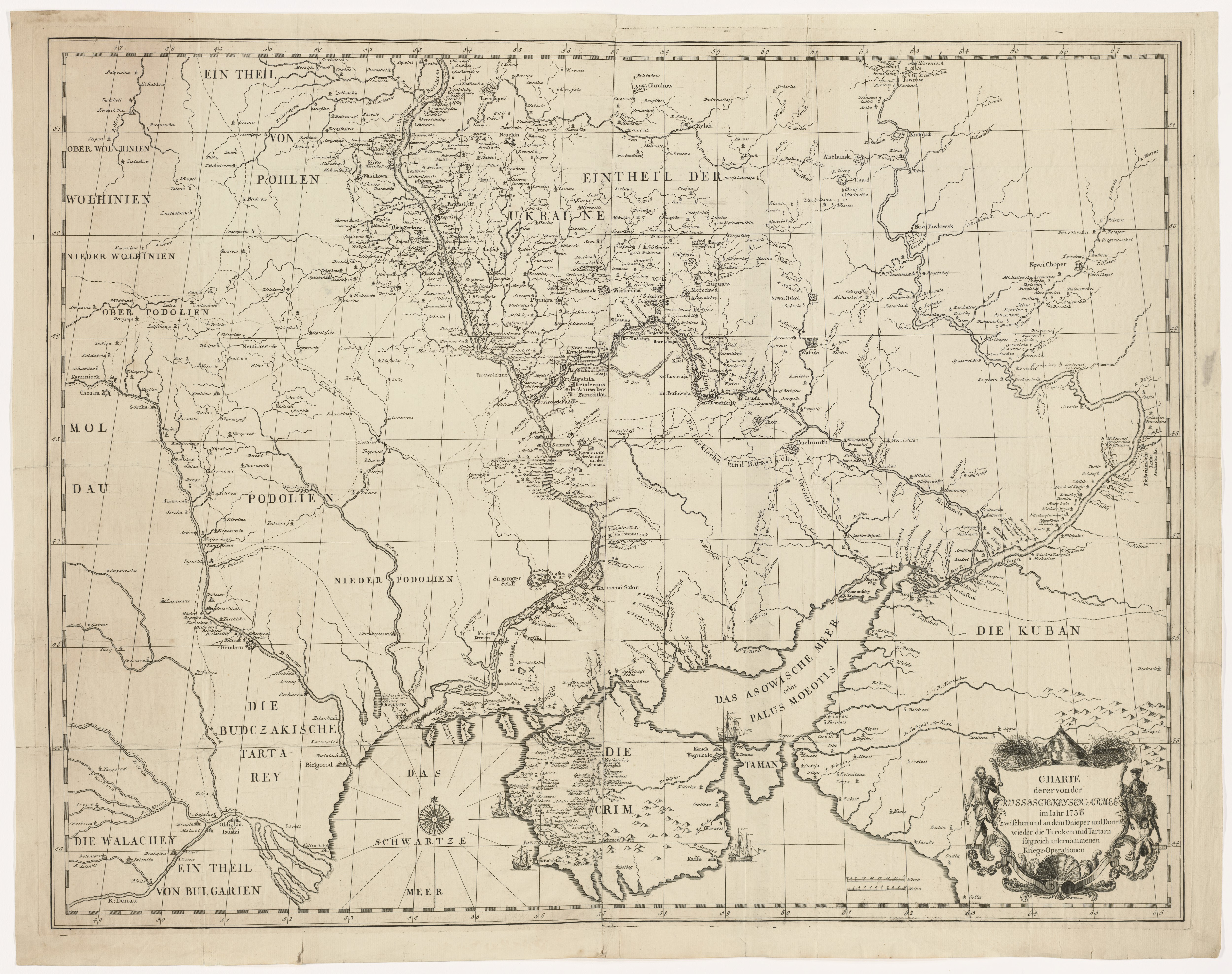
Мапа 1736 року, на якій показано положення військ Російської та Османської імперії під час російсько-турецької війни

План російського командування на 1736 р. передбачав захоплення Азову та Криму. 20 (31 травня) 1736 р. Дніпровська армія фельдмаршала Б.X.Мініха (62 тис. вояків) штурмом захопила Перекопські укріплення, а 17 (28 червня) зайняла Бахчисарай, проте нестача продовольства, води та епідемії змусили Мініха відступити в Україну. 19 (30 червня) 1736 р. російська Донська армія генерала П. П. Лассі (28 тис. вояків) за сприяння Донської флотилії віце-адмірала П. П. Бредаля захопила Азов.
Після захоплення корпусом генерал-лейтенанта М. Леонтьєва форту Кінбурн, частина Запорозької флотилії зосередилась в кінбурнській гавані й розпочала спостереження за Очаковим.
Активну участь у війні взяли й запорозькі козаки. У ставці Мініха кошовому Малашевичу поставили завдання блокувати османський флот та дії кримськотатарських загонів. Літом 1736 р. запорозький флот перервав морське сполучення Османської імперії з Кримом та дезорієнтував османське командування. Постійними локальними нападами на османські галери вони зруйнували комунікації османів. Так, 30 червня 1736 р. 100 запорожців на 5 дубах здійснили напад на кримських татар у гирлі Буга, а вже наступного дня, 1 липня 1736 р., 80 запорожців на 3 дубах з'явилися під Очаковом, захопивши у полон галеру з яничарами. 6 вересня 1736 року партія запорожців на десяти дубках захопила поблизу Очакова османську галеру, на якій знаходилось п'ятнадцять гармат і одна мортира. Трофейні гармати козаки доправили на Січ.

### 1737 рік
Навесні 1737 року, ще до початку кампанії, Запорозька флотилія взяла під контроль гирло Дніпра. Так, 30 березня при урочищі Станіславі (яке біля гирла Інгульця) козаки на дубках атакували переправу кримськотатарського війська, «до якої від Очакова для перевозу Дніпра кілька суден поставлено було»[джерело?], відігнавши османські судна в Лиман. Березневий виступ армії Б. Х. Мініха до Очакова затримувався через проблеми із наведенням переправи на правий берег Дніпра.
У липні 1737 р. армія Мініха (60-70 тис. вояків) штурмом захопила османську фортецю Очаків. На той час в Очакові перебувало 22 000 османського війська при 122 гарматах, 9 мортирах і 34 басах. Війська гарнізону очолював очаківський сераскер Яхья-паша, а комендантом фортеці був двобунчужний паша Мустафа-ага. На допомогу фортеці мали прибути війська бендерського сераскера Абдулли-паші, а із Синопу — чорноморська ескадра. На момент підходу до фортеці армії Б. Х. Мініха, флотилії В. Дмітрієва-Мамонова разом із облоговою артилерією в пониззі Дніпра не виявилось. Не чекаючи на підхід до Очакова османської армії і флоту, Мініх зважився на штурм із тими гарматами, які були в його розпорядженні. Очаківський пороховий льох вибухнув через пожежу, спричинену обстрілом фортеці польовою артилерією Мініха. Вибух спричинив величезні руйнування і жертви. Пожежа, яка охопила місто, дісталася ще двох порохових льохів. Поблизу центру одного із цих вибухів міський мур частково обвалився. Неспроможний одночасно гасити пожежу і обороняти місто, гарнізон кинувся на пристань до своїх галер. У цей самий час російська легка кіннота (гусари і донці) прорвалася в гавань через відчинені Морські ворота.
Відразу після падіння Очакова османи залишили і Кінбурн. Проте без флотилії перекинути війська до Кінбурна Мініх не міг. Достеменної інформації про те, що коїться у тій фортеці, також не було. 5 липня фельдмаршал виступив із армією на Бендери, залишивши в Очакові восьмитисячний гарнізон під командуванням генерал-майора І. Бахмєтьєва та інженер-полковника М. Брадке.
Армія Лассі (близько 40 тис. вояків) у червні переправилася через Генічеську протоку на Арабатську стрілку, форсувала Сиваш і у липні вступила в Крим. Російські війська завдали ряд поразок військам кримського хана і зайняли Карасубазар, проте через нестачу води та продовольства були змушені знову залишити Крим.
7 липня 1737 року із Синопу до Очакова прийшло п'ять османських кораблів, на яких перебувало до 5000 яничарів. Те, що Очаків у руках росіян, а Кінбурн покинуто, для капудан-паші стало повною несподіванкою. Пролавірувавши певний час між фортецями, кораблі вийшли в море.
У липні 1737 року у війну проти Османської імперії вступила Австрійська монархія. У цих умовах Османська імперія виказала зацікавленість в проведенні мирних переговорів, за для чого в Немирові 16 серпня було скликано мирний конгрес. За час його проведення Османська імперія змогла виграти час та, перегрупувавши свої сили, завдала Австрії кілька відчутних ударів. Переговори безрезультатно завершились в листопаді.
Впродовж літа на правому березі Дніпра було споруджено опорні пункти: ретраншементи Кам'янський (супроти Усть-Самарської фортеці), Кайдацький, Ненаситенський, Хортицький (напроти острова Мала Хортиця), а також Новий шанець (на місці знесеного у 1700 році Кизи-Кермена). У цих ретраншементах було влаштовано пристані, на лівому березі Дніпра стоянками для суден флотилії могли служити торішні редути і ретраншементи, зведені армією Б. Х. Мініха під час походу на Крим.
Восени 1737 року у поганій готовності суден і провалі морської кампанії Х. Мініх звинуватив В. Дмітрієва-Мамонова (контр-адмірал уникнув військового суду лише завдяки тому, що перебував у родинному зв'язку з родиною імператриці). Замість І. Бахмєтьєва, який отримав відпустку на лікування, на посаду обер-коменданта Х. Мініх призначив генерал-майора барона Ф. фон Штофельна (Штофеля). Із Очакова Х. Мініх подався «до Дніпровських гирл». На найбільшому острові Дніпровського гирла за розпорядженням фельдмаршала було закладено редут Св. Анни, поблизу урочища Кошова Голова (що біля гирла Інгульця) — подвійний ретраншемент Олександр-шанець, який мав стати головною базою флотилії і перебувати у віданні обер- коменданта Очакова.
Складною проблемою для російського командування стало утримання Очакова. Мініх призначив командиром залоги генерала Штофельна, підпорядкувавши йому дві тисячі вояків регулярних військ та 250 лівобережних козаків під командуванням миргородського полковника В. Капніста. Але оборона міста була б неможливою без дій запорожців на морі. Ще під час підготовки кампанії Мініх цікавився у січовиків, чи можуть їхні судна «з вантажем і без вантажу через пороги весною перейти»[джерело?], оскільки планував передати козакам частину кораблів, збудованих на Брянській верфі. Головнокомандувач отримав відповідь, що «такі судна, а особливо дубки весняною водою через згадані пороги проходити можуть»[джерело?], що й було здійснено.
Про підготовку козаків до морських походів записав 8 червня 1737 р. кошовий І. Малашевич військовому судді Решетилу на Січ. При цьому він наполягав, щоб вже зараз, використовуючи наявні чайки та дуби, проводилася морська розвідка, про результати якої слід доповідати російському командуванню. 16 липня 1737 р. до Очакова прибуло 1500 запорожців на 38 суднах. Запорізькі кораблі всю кампанію успішно забезпечували Очаків продовольством, боронячи його від османських галер.
У жовтні 1737 року, бачачи відхід армії Мініха на лівий берег Дніпра, османське командування спробувало повернути Очаків і Кінбурн. У перших числах жовтня під Очаковом з'явились кінні розвідувальні партії османів. До Кінбурна з боку Криму підійшло численне кримськотатарське військо.
5 жовтня в Дніпровський лиман зайшла османська ескадра, але запримітивши в гаванях фортець російські судна, відійшла до Березанського острова. Тоді ж із півсотнею навантажених суден до Очакова прибув В. Дмітрієв-Мамонов.
14 жовтня до Очакова підступило об'єднане 40 тисячне османсько-кримськотатарське військо сілістрійського сераскера Ієнтір-Алі-паші та калги-султана Бєґлі-Ґерая.
З 15 по 30 жовтня під Очаковом розгорнулося жорстоке бойовище: цілодобові бомбардування і штурми, мінні підкопи з обох боків, вилазки гарнізону. Особливо запеклі бої точилися біля Преображенських, Семенівських та Ізмайлівських воріт. Атаки і приступи припинялись лише під час проливних дощів. З моря Лиман блокували 12 галер, із цих галер османи обстрілювали російські позиції в районі Морських (старих) і Христофорівських (нових) прибережних воріт. Число захисників Очакова становило близько 5000 солдатів і козаків, а також нечисельна морська команда при сотні суден, більша частина з яких була в аварійному стані; при цьому половину усіх плавзасобів складали вантажні байдаки (запорозька флотилія на цей момент вже стала на зимівлю в Новому шанці). Контр-адміралу Дмітрієву-Мамонову нічого іншого не залишалось як обороняти фортецю з боку моря, прикриваючи її гавань і прибережні фланги.
30 жовтня 1737 року, несподівано для російського гарнізону, супротивник припинив атаки. Османи, покинувши усі припаси і спорядження, завантажились на кораблі і вийшли в море; Буджацька та Єдисанська орди відійшли степом до Аккермена, а кримчаки подались з-під Кінбурна до Перекопу. За офіційною версією штабу Мініха, причиною такого поспішного відступу супротивника була отримана звістка про рух російських військ на допомогу гарнізону Очакова. Насправді ж на той момент у придніпровських ретраншементах, які звідусіль були оточенні кримськими татарами, нараховувалось всього кілька тисяч піших солдатів і козаків, а найближчі армійські полки знаходились у Полтаві. Як стало відомо пізніше, в османському таборі спалахнула чума, занесена з Молдови.

### 1738 рік
Навесні 1738 року кошовий Іван Білецький разом із віце-адміралом Наумом Сенявіним обирали місце для судноверфі «на острові, названому Вішніх Хортиць, який лежить нижче порогів у 10 верстах». Цей же кошовий водив авангард військ Мініха до Дністра у новій війні з османами.
24 травня 1738 року в Усть-Самарі від чуми помер Наум Сенявін. Головним командиром на верфі у Брянськ було призначено радника Адміралтейств-колегії контр-адміральського рангу З. Мішукова; командування флотилією на Лимані та Дніпрі залишилось за Дмітрієвим-Мамоновим.
На першу половину серпня 1738 року зволікання з евакуацією гарнізонів Очакова і Кінбурна загрожувало залишенням на валах усієї артилерії через епідемію чуми. Також наполовину спорожніли Олександр-шанець, форт Св. Анни і Новий шанець (Кизи-Кермен).
Запорозькі човнові команди, рятуючись від чуми, мали окремі стоянки на островах Дніпровського гирла.
У 1738 р. активні бойові дії не велися.
У зв'язку з епідемією чуми російські війська залишили фортеці Очаків і Кінбурн. 14 серпня 1738 року Ф. Штофельн зібрав офіцерів очаківського гарнізону на нараду. Офіцери постановили підірвати Очаків і Кінбурн «до основи», а людей і гармати підняти Дніпром до порогів.
Обидві фортеці було зруйновано 31 серпня. На цей момент епідемія вже встигла перекинутись на Українську укріплену лінію і прикордонні райони Малоросії і Слобожанщини.

### 1739 рік
18 січня 1739 року від чуми помер В. Дмітрієв-Мамонов. Замість нього флотилію очолив капітан полковницького рангу Я. Барш (згодом контр-адмірал).
До кінця травня 1739 року переправу кримської експедиції було завершено, армія П. Лассі, яка зосередилась на Слобожанщині, готувалась виступати на Крим. Впродовж квітня-травня з Брянська до порогів вийшло 827 байдаків. Вирушаючи на Дунай, Мініх включив Дніпровську флотилію разом із корпусом Ф. Штофельна і Запорозьким військом до складу армії П. Лассі. Контр-адмірал Я. Барш залишався із штабом на Хортицькому острові впорядковувати флотилію. Керівництво розвідувальними і десантними операціями флотилії в пониззі Дніпра і на Лимані було покладено на Ф. Штофельна. Флотилія мала прикрити дії П. Лассі від можливих диверсій з боку «буджацких и белгородских татар», а у разі вступу армії в Крим — діяти на морі до самого Дунаю.
10 липня чотири човни зайшли в Лиман і спробували розвідати ситуацію в районі Очакова. Із засідки їх атакували дві шлюпки. Під час бою одне османське судно вдалось потопити, а інше взяти на абордаж; два інші ворожі судна залишили місце бою. По тому підходити до Очакова і Кінбурна османи не наважувалися.
Привівши в липні армію до Генічеської протоки і висилаючи партії до Сиваша, П. Лассі впевнився, що усі переправи на кримський берег ретельно охороняються кримськотатарською кіннотою і османським флотом. Армія відійшла до Андріївського ретраншементу, де отримала провіант, після чого стала табором у верхів'ї Молочних Вод.
1739 року 58-тисячна армія Мініха переправилася через Дністер і 17 (28 серпня) завдала поразки османській армії поблизу Ставучан, зайняла фортецю Хотин (30 серпня) та Ясси.
Морське забезпечення військ Мініха, які діяли на молдавському напрямку, повністю покладалося на запорозьку флотилію. Запорізькі судна на той час були основною силою, яка протистояла османським галерам на Чорному морі під час російсько-османської війни. Козаки, окрім іншого, мали завдання вести розвідку та спостерігати за ворожими сухопутними та морськими силами, які концентрувалися в районі Очаків-Кінбурн, затримувати османські кораблі, які намагалися ввійти в Дніпро чи Буг, не допускати висадки десанту тощо.
7 (18 вересня) Австрійська імперія зазнала поразки від османських військ та уклала сепаратний мир. Це поряд із загрозою нападу Швеції змусило Російську імперію укласти з Османською імперією Белградський мирний договір 1739, за яким Росія повернула собі Азов.